# Nsomeka Planitia
Nsomeka Planitia est une plaine située sur Vénus dans le quadrangle de Barrymore. Elle a été nommée en référence à Nsomeka, une héroïne dans la culture bantou.